# Arã-Naaraim

Estados arameus, com a Assíria em verde.

Arã-Naaraim (em hebraico: ארם נהריים) é uma região mencionada cinco vezes na Bíblia hebraica, ou Antigo Testamento. É comumente identificada como Nahrima, mencionada em três placas de correspondência de Amarna com uma descrição geográfica do reino de Mitani. 
No Gênesis, ela é usada tanto de forma intercambiável com os nomes Padã-Arã e Harã, para designar o lugar onde Abraão ficou brevemente com o seu pai Terá e família, depois de sair de Ur dos Caldeus, enquanto se dirigia para Canaã, e o lugar onde mais tarde os patriarcas obteriam esposas, em vez de se casarem com as filhas de Canaã. 
Padã-Arã refere-se à parte de Arã-Naaraim ao longo da parte superior do Eufrates, enquanto Harã é, principalmente, identificada com a antiga cidade assíria de Harã, no Rio Balique. De acordo com a tradição rabínica Judaica, o local de nascimento de Abraão (Ur) foi também situado no Arã-Naaraim.

## Localização e etimologia

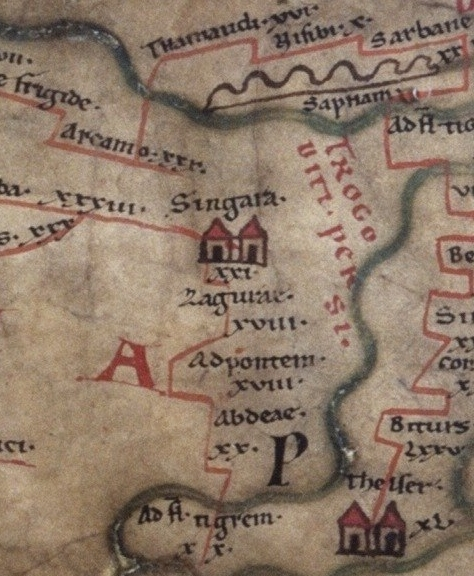
Singara em um detalhe do mapa de Peutinger, uma cópia medieval do quarto século Romano original

Tanto Flávio Josefo e a Septuaginta traduziram o nome como Mesopotâmia. Escritores antigos, mais tarde, usaram o nome de "Mesopotâmia" para todas as terras entre o Tigre e o Eufrates. No entanto, o uso do nome hebraico "Arã-Naaraim" não corresponde a esse uso posterior de "Mesopotâmia", o termo hebraico refere-se a uma região norte dentro da Mesopotâmia. O Livro dos Jubileus 9:5 situa a parte de Arã entre o Tigre e do Eufrates, a norte dos Caldeus, que se situavam a sul do Eufrates:
E para Arã saiu a quarta parte, toda a terra da Mesopotâmia [Naaraim] entre o Tigre e o Eufrates, a norte dos Caldeus até à fronteira das montanhas da Assíria; e a terra de 'Arara.
A tradução do nome como "Mesopotâmia" não foi consistente - a Septuaginta usa também a mais exata tradução de "Mesopotâmia da Síria", assim como "Rios da Síria". Josefo refere-se a assuntos de Cusã-Risataim, rei de Arã-Naaraim, como assírios.
Em hebraico, Assur refere-se à região da Assíria próxima do Tigre, e é referida como distinta de Arã-Naaraim na Jubileus. Arã-Naaraim situa-se a oeste de Assur, e incluía Harã. Harã, fica na margem ocidental do Balikh, a leste do alto Eufrates. A localização tradicional Judaica de Ur Casdim (em Edessa) e o próprio Balique se situava-se a oeste do Cabur, e este último, pode ter sido considerado um dos "dois rios" que delimitavam esta pátria Aramaica, sendo o outro o Eufrates. O Livro dos Jubileus, no entanto, associa claramente a cidade de Ur Quesede (Ur Casdim, "Ur dos Caldeus") não com os descendentes de Arão que receberam Aram Naharaim como herança, mas sim com os de Arpachade, seu irmão, que era antepassado de Abraão.
Tanto Jonathan ben Uziel e Onkelus traduziram Arã-Naaraim "Arã, que está sobre o Eufrates" como Josué declarou explicitamente: 'há muito tempo atrás, seus antepassados viviam do outro lado do Eufrates.